# 金澤文庫
35°20′38″N 139°37′44″E / 35.34391°N 139.62875°E

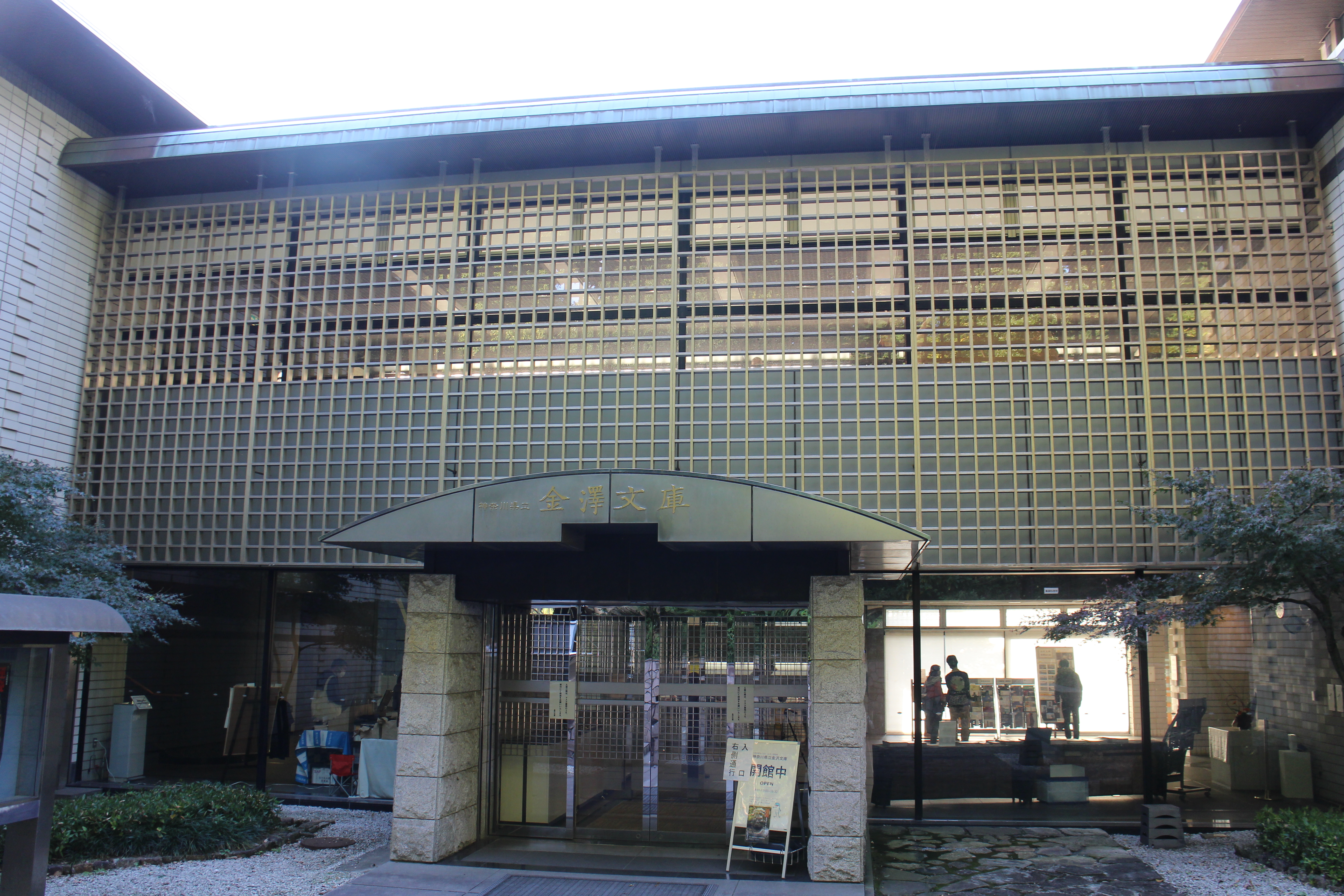

金澤文庫（日语：／ Kanazawa-bunko */?），是日本鎌倉時代中期北條實時設立的私人圖書館，同時收藏日本和中國藝術品，是中世紀日本最重要的兩個學習中心之一。所在地是神奈川縣横濱市金澤區金澤町。現今為對外開放參觀的博物館。
儘管一些原始文本仍然存在，但圖書館的多數藏品並沒有保留下來（蔵書多由後北条氏、徳川家康、前田綱紀持有）。現有建築是於1990年建成，由神奈川縣廳管理。
文庫的藝術品收藏包括鎌倉人物肖像（歴代北条氏金澤流的肖像）、書法、中國和日本經典、佛經和禪宗作品。

## 外部連結
- （日語）神奈川県立金沢文庫 （页面存档备份，存于）